# Fousseny Kamissoko
Fousseny Kamissoko (ur. 5 kwietnia 1983 w Abidżanie) – piłkarz z Gwinei Równikowej grający na pozycji obrońcy.

## Kariera klubowa
W sezonie 2007/2008 Kamissoko grał w marokańskim klubie COD Meknès, a od 2010 roku jest piłkarzem omańskiego Al-Suwaiq.

## Kariera reprezentacyjna
W reprezentacji Gwinei Równikowej Kamissoko zadebiutował w 2012 roku. W 2012 roku został powołany do kadry na Puchar Narodów Afryki 2012.